# Balmenhorn
Balmenhorn (4176 m) je jedním z vedlejších vrcholů masivu Monte Rosa nacházející se v jeho jižní části. Vzhledem k malé výšce Balmehnornu nad okolním povrchem existují spory o to, zda jde o samostatný vrchol nebo ne.
Informace o prvovýstupu nejsou ve většině zdrojů uváděny, pravděpodobně jej 18. srpna 1873 provedli Marc Maglioni a Albert de Rothschild se třemi průvodci Peterem a Niklausem Knubelovými a Edouardem Cupelinem, kteří ve stejný den provedli i prvovýstup na Schwarzhorn.

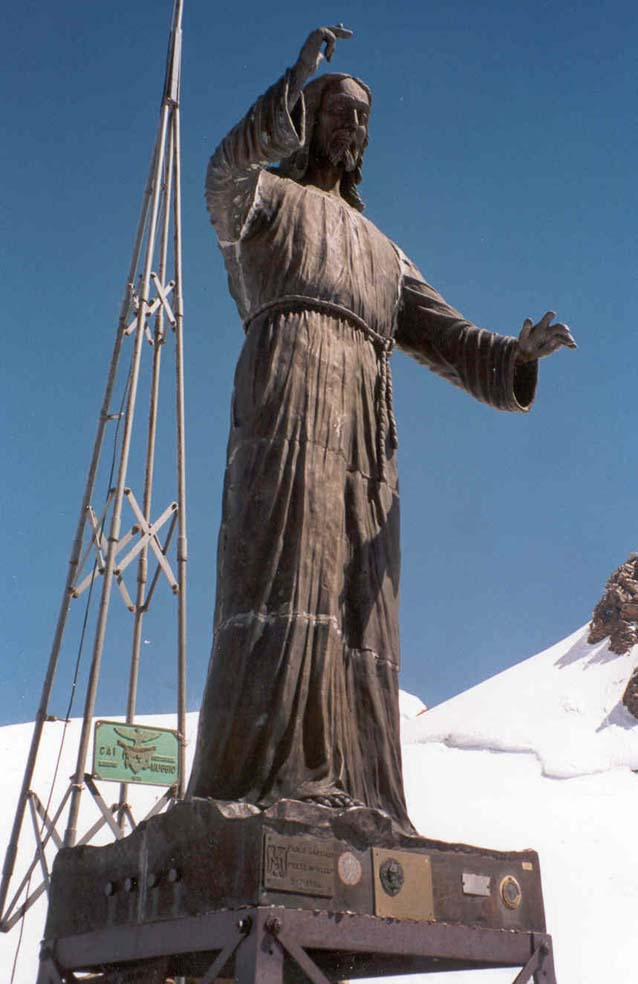
Socha Krista na vrcholu Balmenhornu

Na vrcholu Balmenhornu se nachází velká bronzová socha Ježíše Krista vysoká 360 cm (390 cm včetně podstavce). Byla odhalena 4. září 1955 a jejím autorem je italský sochař Alfredo Bai. V roce 1985 byl na vrcholu Balmenhornu vybudován bivak Giordano – malá kabina s místem pro 6 lidí.